# La saga de Akasa-Puspa
La saga de Akasa-Puspa son una serie de libros de ciencia ficción que transcurren en un cúmulo globular, en el exterior de la Vía Láctea, de nombre Akasa-Puspa. La creación del universo en las novelas Mundos en el abismo e Hijos de la eternidad, fruto de la colaboración de los autores Juan Miguel Aguilera y Javier Redal, representan un tour de force inédito hasta ese momento en España: una ambiciosa ópera espacial de ciencia ficción dura, que armoniza la épica tecnológica con complejas tramas políticas y religiosas. La saga la forman los siguientes libros:
- Mundos en el abismo (Ultramar, 1988), de Javier Redal y Juan Miguel Aguilera;
- Hijos de la eternidad (Ultramar, 1990), de Javier Redal y Juan Miguel Aguilera;
- El refugio (Ediciones B - Nova, 1994), de Javier Redal y Juan Miguel Aguilera;
- En un vacío insondable (La Calle de la Costa - La espada y el reloj, 1994), de Javier Redal y Juan Miguel Aguilera;
- Mundos y demonios (Bibliópolis, 2005), de Juan Miguel Aguilera.

Además de diversas historias cortas reunidas en las antologías:
- Akasa-Puspa, de Aguilera y Redal (2012), de Alfonso Mateo-Sagasta, Daniel Pérez Navarro, Domingo Santos, Felicidad Martínez, Javier Redal, José Antonio Cotrina, José Carlos Somoza, José Manuel Uría, José Miguel Vilar Bou, Juan Miguel Aguilera, Rafael Marín, Rodolfo Martínez, Sergio Mars, Yoss;
- Antes de Akasa-Puspa (2015), de Ana Lozano Cantó, Ana Muñoz Vélez, Cruz Gabaldón, Elena Denia, Eva G. Guerrero, José Manuel Uría, Juan Miguel Aguilera, María Tordera, María Zaragoza, Marisa Alemany, Miriam Iriarte, Noemí Sabugal, Raúl Alejandro López Nevado, Sergio Mars, Víctor Conde.

El refugio ganó el premio Ignotus a la mejor novela, y En un vacío insondable el premio Ignotus a la mejor novela corta, ambos en 1995. En 2010 se entregó excepcionalmente un «Premio RetroIgnotus», que recayó en la novela Hijos de la eternidad. La serie ha sido publicada en Francia, con el título Les enfants de l'éternité, en la editorial Imaginaires Sans Frontières, siendo una de las pocas obras de ciencia ficción españolas que han triunfado en otros países.

## Universo
En Akasa Puspa la corta distancia a la que se encuentran las estrellas (es a veces inferior a un mes luz) hace posibles los viajes interestelares, incluso para las civilizaciones menos tecnológicamente avanzadas, ya sea en las rápidas naves de fusión del Imperio o en los más lentos pero igualmente efectivos veleros solares de la Utsarpini o la Hermandad. Además, existe un ingenioso método de abastecimiento y transporte, el Sistema Cadena, que gracias a naves no tripuladas, los rickshaws, une hasta los mundos más alejados del cúmulo. Además, existe otra característica en los planetas habitados: en cada uno de ellos se encuentra una babel, un ascensor espacial que resulta ser el único medio para poder dar el salto entre las estrellas. Se describe a la Vía Láctea sufriendo el avance imparable de unas máquinas autorreplicantes.
En Akasa Puspa, coexisten con los humanos varias razas alienígenas, como los extremadamente agresivos angriffs, los enigmáticos colmeneros, o las cofrades, unas extrañas criaturas-nido. Además los juggernauts, enormes seres a medio camino entre planta y animal, recorren Akasa Puspa alimentándose plácidamente de los cometas interestelares.
La cercanía entre los muchos mundos habitados, además de facilitar el comercio y el intercambio fluido, permite también desarrollar toda actividad típicamente humana: las guerras, la colonización, y los conflictos diplomáticos. El Imperio, la Utsarpini y la Hermandad son tres de estos grupos en conflicto permanente. Todo esto da pie a episodios de una épica singular y muchas aventuras, a la vez que una atrevida especulación sobre el futuro remoto del hombre en el espacio.